# Pappy Boyington
Gregory Boyington, detto Pappy (Coeur d'Alene, 4 dicembre 1912 – Fresno, 11 gennaio 1988), è stato un militare e aviatore statunitense che prestò servizio nello United States Marine Corps durante la seconda guerra mondiale.

## Biografia
Nel 1930, Boyington entrò nell'università di Washington, praticò wrestling e nuoto, terminò gli studi nel 1934 con una Bachelor's degree in ingegneria aeronautica. Lavorò quindi per la Boeing come disegnatore progettista ed ingegnere.
Iniziò la sua carriera militare nel Corpo per l'addestramento di ufficiali della Riserva, nel quale divenne capitano cadetto. Nel giugno del 1934 fu nominato tenente in seconda del Corpo della Riserva dell'artiglieria costiera e prestò servizio per un paio di mesi a Fort Worden, vicino a Washington. Il 13 giugno 1935 entrò in servizio attivo nel Corpo Volontari della Riserva dei Marines, lasciandolo poi il 16 giugno dello stesso anno.
Dopo l'alternarsi di diversi periodi di arruolamento nell'Aviazione dei Marines, accettò un posto nella Central Aircraft Manufacturing Company (CAMCO), un'organizzazione civile che forniva personale di un'Unità Aerea Speciale per la difesa della Repubblica cinese e della Burma Road durante il secondo conflitto sino-giapponese. L'unità divenne poi nota come Gruppo Volontari Americani, le famose "Tigri Volanti", con le quali gli furono attribuiti gli abbattimenti di alcuni aerei da caccia giapponesi.
Nella primavera del 1942 sciolse il suo contratto con il Gruppo e rientrò negli Stati Uniti, ove si arruolò nel Corpo dei Marines. Fu quindi assegnato all'11º Gruppo Aeronautico dei Marine. Divenne poi Ufficiale Comandante dello squadrone di caccia VMA-121, installatosi a Guadalcanal.
Successivamente comandò, con il grado di maggiore, la Marine Fighter Squadron 214 (VMF-214), reparto di volo dello United States Marine Corps, squadriglia divenuta famosa con il soprannome Blacksheep ("Le Pecore Nere"). Il velivolo con il quale compì le sue maggiori imprese fu il F4U Corsair, con il quale svolse un'intensa attività nel teatro di guerra del Pacifico. Nelle zone delle Isole Russell-Nuova Georgia e isola Bougainville-Nuova Britannia-Nuova Irlanda, Boyington abbatté 14 caccia nemici nei 32 giorni del primo turno di combattimento del suo squadrone. Entro fine dicembre il suo record era salito a 25 aerei nemici abbattuti.
Un fatto tipico fu il suo coraggioso attacco all'aeroporto di Kahili, nella zona meridionale dell'isola di Bougainville il 17 ottobre 1943. Lui, con 24 aerei da caccia, sorvolò in circolo l'aeroporto dov'erano attestati 60 aerei nemici, sfidando il nemico al combattimento. Nella feroce battaglia che seguì furono abbattuti 20 caccia nemici mentre lo squadrone delle "Pecore Nere" rientrò alla base senza alcuna perdita.
Lo squadrone di Boyington, stanziatosi a Vella Lavella, si offrì di abbattere un caccia giapponese Zero per ogni berretto da baseball inviato loro dai giocatori della World Series: essi ricevettero 20 berretti ed abbatterono molti più aerei nemici.
Boyington raggiunse il record americano di abbattimenti, con il numero di 26 velivoli nemici abbattuti, il 3 gennaio 1944 sopra il cielo di Rabaul, ma il giorno successivo venne abbattuto anche il suo aereo.
Dopo una ricerca lunga ma vana, Boyington venne dichiarato disperso in combattimento; egli venne recuperato da un sommergibile giapponese, catturato come prigioniero di guerra e trasportato a Rabaul (il sommergibile che lo raccolse in mare venne affondato 13 giorni dopo la sua cattura). Nelle sue memorie Boyington sostiene che lo status vero e proprio di prigioniero di guerra non gli venne mai riconosciuto dai giapponesi ed il suo nome non venne comunicato alla Croce Rossa. Egli trascorse il resto del tempo che mancava alla fine del conflitto (circa 20 mesi) in diversi campi di concentramento giapponesi per prigionieri di guerra: prima, provvisoriamente, a Rabaul, poi alle Isole Chuuk, quindi al campo di Ōfuna ed infine a quello di Ōmori, vicino a Tokyo.
Per le sue imprese eroiche, gli sono state concesse le più alte onorificenze del Congresso, tra le quali la prestigiosa Medal of Honor and the Navy Cross e dopo la fine del conflitto si congedò con il grado di colonnello.

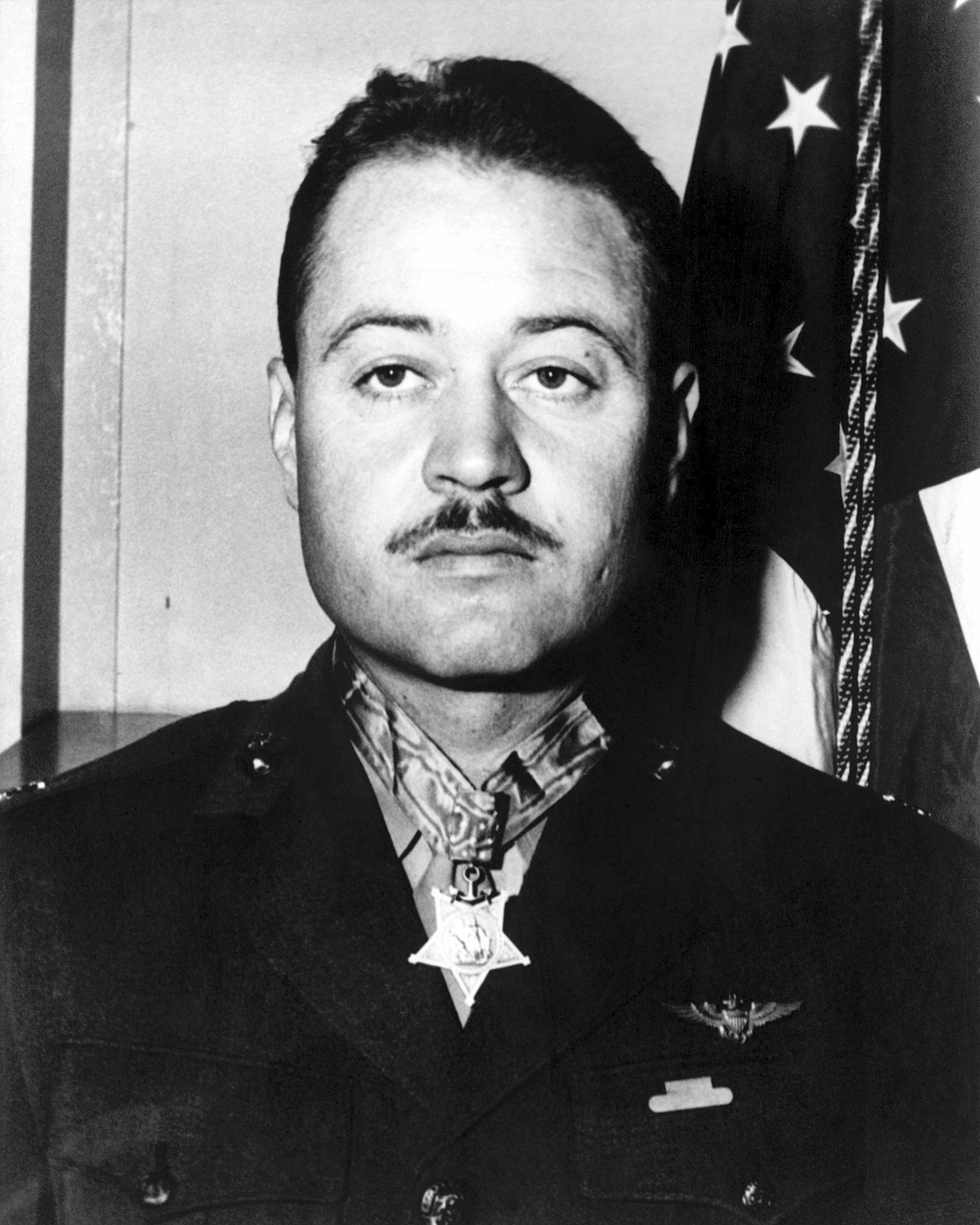
Boyington poco dopo aver ricevuto la Medal of Honor

Boyngton aveva un carattere duro e difficile, noto per il suo scarso rispetto per l'ortodossia. Era anche un forte bevitore, vizio che lo tormentò negli anni del dopoguerra e che forse fu anche una delle cause dei suoi numerosi divorzi. Lui stesso ammetteva apertamente, che, nei due anni trascorsi come prigioniero di guerra, la sua salute era migliorata notevolmente a causa della forzosa sobrietà cui fu costretto. Egli esercitò da civile numerose attività fra le quali anche quelle di arbitro e di lottatore professionista di wrestling.
Nel 1957 fece la sua comparsa come ospite sfidante nella trasmissione televisiva To Tell The Truth.
Divenne popolare nella metà degli anni settanta grazie alla serie televisiva La squadriglia delle pecore nere (Baa Baa Black Sheep), drammatizzazione delle vicende del suo squadrone, che tuttavia fu piuttosto poco aderente a quanto egli stesso aveva raccontato in un libro di sue memorie sul tema. Il suo personaggio fu interpretato da Robert Conrad.
Oltre alla sua autobiografia, Boyington scrisse un romanzo sul Gruppo dei Volontari Americani. Tonya è una spy story con protagonisti che rappresentano individui realmente esistiti, i nomi dei quali sono alterati mediante semplici trasposizioni di lettere e/o anagrammi.
Boyington fu un padre assente per i tre figli, che aveva avuto dalla sua prima moglie. Una sua figlia, Janet Boyington, si suicidò, uno dei figli, Gregory Boyington Jr. divenne ufficiale dell'Aeronautica Militare Americana nel 1960, frequentandone l'Accademia nella Contea di El Paso in Colorado e terminò la sua carriera con il grado di tenente colonnello.
Accanito fumatore, Boyington morì nel sonno, probabilmente a seguito di complicazioni dovute ad un tumore, all'età di 75 anni a Fresno in California.
La sua salma venne inumata nel Cimitero militare nazionale di Arlington in Virginia il 15 gennaio 1988, nel loculo 7A-150, con tutti gli onori dovuti ad un decorato con Medal of Honor, compresa un'esibizione celebrativa funebre detta Missing Man Formation ("Formazione in onore del deceduto"), eseguita da cacciabombardieri F-4 Phantom II di stanza nella base aeronautica del Corpo dei Marine di Andrews.

## Opere
- L'asso delle tigri volanti (1958)
- L'asso della bottiglia (1958)

## Boyington nella fiction
- La squadriglia delle pecore nere, serie TV basata sulle imprese della squadriglia omonima e del suo comandante (che fece anche da consulente agli sceneggiatori).